# 完顏雅達
完颜雅达，完颜部人，女真族“乌古乃联盟“时国相。
他是桓赧、散达的父亲。居住在完颜部邑屯村。乌古乃在位时，任部落联盟国相，权位仅次于联盟长乌古乃。劾里钵继任部落联盟长后，被迫接受劾里钵所赠马匹、财物，将国相让位于劾里钵的弟弟颇剌淑，心怀怨恨。后来导致桓赧、散达兄弟起兵反对劾里钵。